# Tokyo Mew Mew
Tokyo Mew Mew (東京ミュウミュウ, Tōkyō Myū Myū) is een shojomanga van schrijver Reiko Yoshida en illustrator Mia Ikumi.

## Plot
Het verhaal draait om een meisje, Ichigo, dat op een dag het DNA van een kat in zich krijgt. Later in de serie ontmoet ze vier andere meiden die ook DNA van dieren hebben. Samen strijden ze tegen buitenaardse wezens die de wereld willen veroveren.

## Animeserie
De anime met dezelfde titel is hierop gebaseerd. In de Verenigde Staten werd de anime door 4Kids Entertainment uitgezonden onder de titel Mew Mew Power.
De serie was in Nederland te zien op de digitale zender NickToons van Nickelodeon, het ging om de Amerikaanse versie van het verhaal.

## Computerspellen
Op 11 juli 2002 verscheen het puzzelspel Hamepane Tokyo Mew Mew voor de Game Boy Advance. Eind dat jaar verscheen ook een rollenspel genaamd Tokyo Mew Mew – Tōjō Shin Mew Mew! – Minna Issho ni Gohōshi Suru Nyan voor de PlayStation. Beide spellen zijn uitgegeven door Takara.